# 鏟子

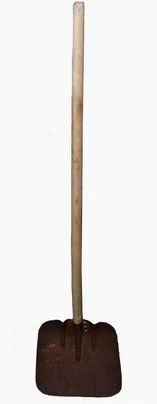
铲子

铲子或铲，或称锹、锨，是一种常见的挖掘、抬升或移动物料的工具，适用于煤炭、雪、土壤或砂等松散物料，广泛应用于农业、建筑和园林中。一般由手柄和扁平状撮箕形或平板型的“頭部”组成。

## 原理
利用杠杆原理，在挖坚硬的物料的时候可以利用长手柄做长力臂。

## 分类

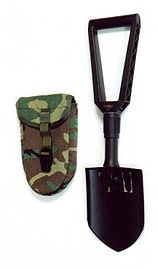
军铲

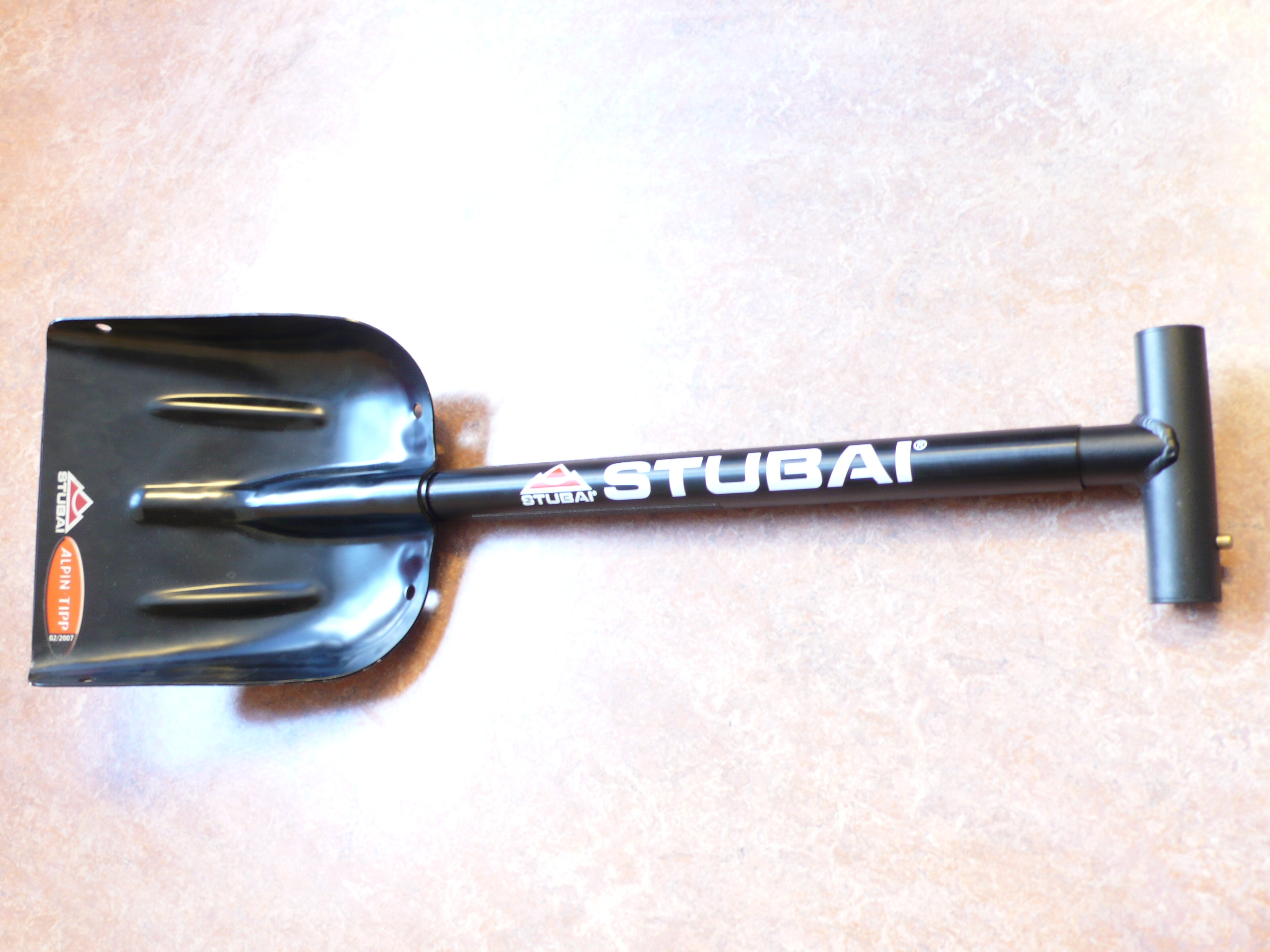
花园铲

### 材质
根据材质分类，常见的组合是木质手柄搭配金属铲头。金属铲头耐磨，而木质手柄减轻了铲子的整体重量。根据不同的使用需要，也有全木的铲子，全金属，全塑料。

### 大小
根据大小分类，小的长度可小于一尺，适用于单手握持。长的约等同于人的身高，适用于双手握持。

### 用途
根据用途分类，可分为花园铲，军铲，雪铲，玩具铲等。

### 形状
尖头铲适用于挖掘，平头铲适用于转移松散物料。

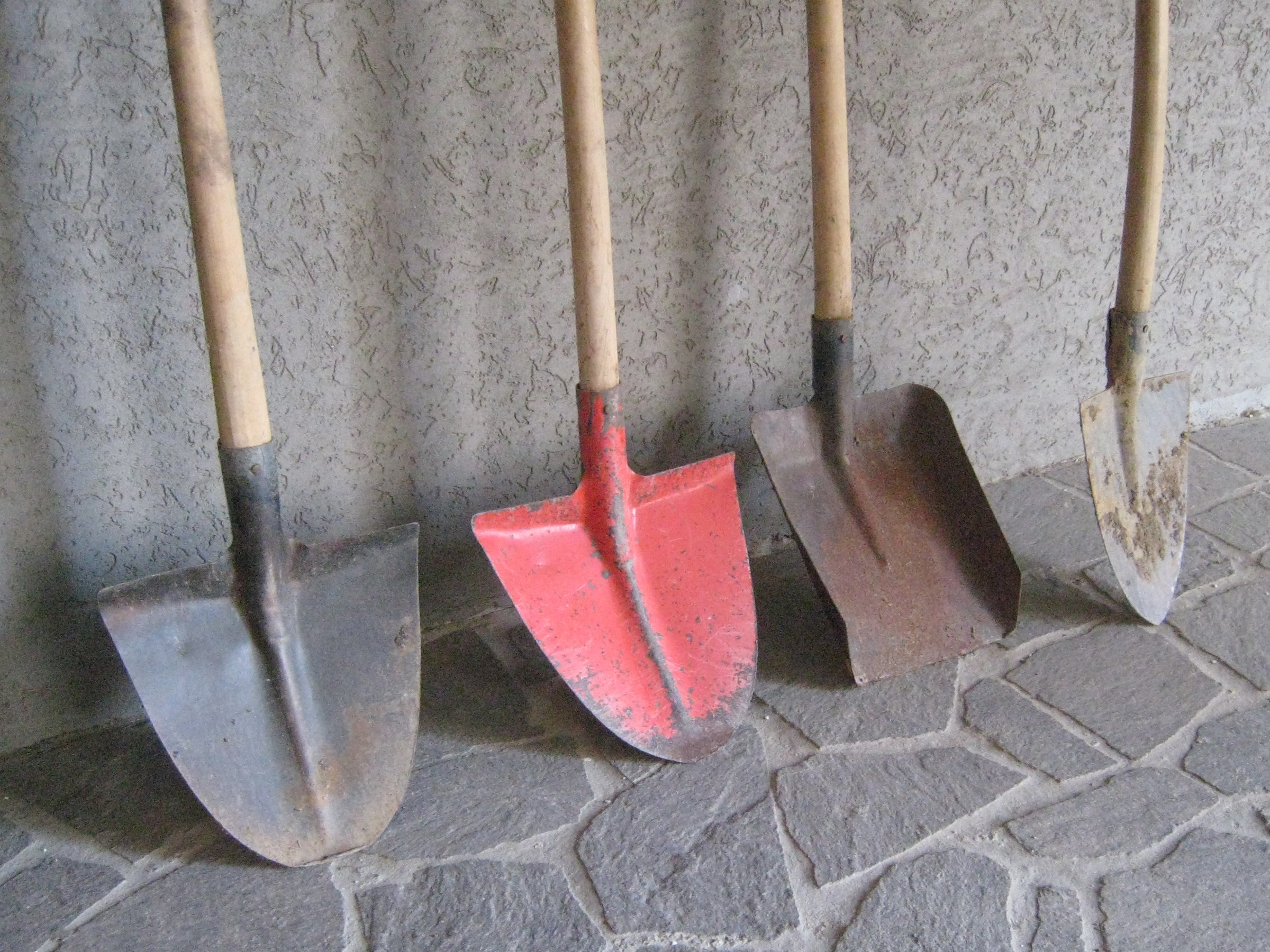
圓鍬

使用了鈍角鏟頭的圓鍬主要應用在農業、採礦以及災後救援，方便挖掘。